# Hospitanci
Hospitant – w Niemczech osoba nienależąca do żadnej partii politycznej. Osoby te mogą jednak przystępować do dowolnie wybranej przez siebie frakcji parlamentarnej (do czego jest potrzebna zgoda organów frakcji), co w znacznym stopniu ułatwia sprawowanie przez nich mandatu, jako że członkom frakcji przysługują  określone przywileje. W niektórych przypadkach hospitantów nie wlicza się jednak jako pełnowartościowych członków frakcji. Do tych sytuacji należy: obowiązek posiadania przez pozostałych członków frakcji 5% mandatów Bundestagu (wymóg niezbędny do istnienia frakcji) oraz obliczanie siły liczebnej frakcji (która wpływa np. na kolejność przemawiania). W Bundesracie nie ma hospitantów, jako że deputowani do tej izby nie zrzeszają się we frakcje, reprezentują bowiem kraj związkowy niezależnie od orientacji politycznej.